# Tsjornomorsk
Tsjornomorsk (Oekraïens: Чорноморськ), van 1952 tot 2016 Illitsjivsk (Oekraïens: Іллічівськ) geheten, is een stad in de Oekraïense oblast Odessa, hemelsbreed ongeveer 20 km ten zuiden van de hoofdplaats Odessa en via de autoweg ongeveer 500 km ten zuidwesten van de hoofdstad Kiev.

## Bevolking
Op 1 januari 2021 telde Tsjornomorsk naar schatting 58.524 inwoners. In tegenstelling tot de meeste andere steden in Oekraïne is het aantal inwoners na het uiteenvallen van de Sovjet-Unie relatief stabiel gebleven en schommelt in de 21ste eeuw tussen de 55.000 tot 60.000 personen.
| 1959  | 1970   | 1979   | 1989   | 2001   | 2014   | 2016   | 2021   |
| ----- | ------ | ------ | ------ | ------ | ------ | ------ | ------ |
| 4.314 | 30.340 | 43.133 | 54.838 | 54.151 | 59.840 | 59.825 | 58.524 |

In 2001 bestond de stad etnisch uit etnische Oekraïners (35.999 personen - 66,5%). De grootste minderheid vormden de 15.442 Russen (28,5%). Uitgezonderd van 614 Wit-Russen (1,1%), 556 Bulgaren (1%) en 439 Moldaviërs (0,8%) waren er geen andere vermeldenswaardige minderheden.
De meest gesproken taal in de stad is het Russisch. In 2001 sprak 60,6% van de bevolking het Russisch als eerste taal, terwijl 38,2% van de bevolking het Oekraïens als eerste taal sprak. Daarnaast spraken 139 en 113 personen het Bulgaars (0,3%) respectievelijk het Moldavisch (0,2%) als moedertaal.

## Zustersteden
Tsjornomorsk is verzusterd met de volgende steden:
- Narva, Estland
- Beyoğlu, Istanboel, Turkije
- Maardu, Estland
- Bakoe, Azerbeidzjan
- Tczew, Polen
- Poti, Georgië
- Haikou, China